# Geranomyia fumimarginata fumimarginata
Geranomyia fumimarginata fumimarginata is een ondersoort van de tweevleugelige Geranomyia fumimarginata uit de familie steltmuggen (Limoniidae). De soort komt voor in het Oriëntaals gebied.